# Rudolf Steiner Archiv

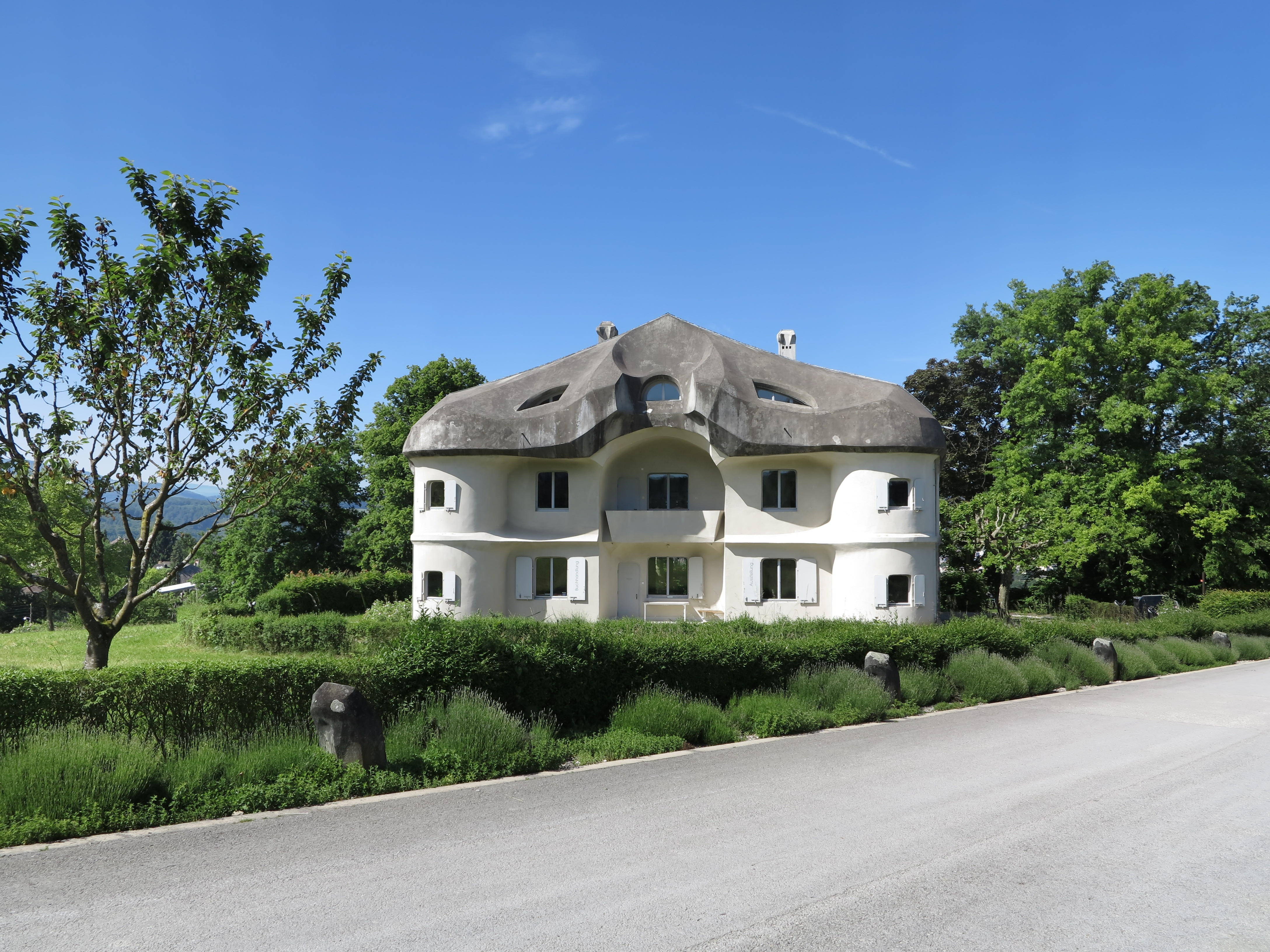
Rudolf Steiner Archiv

Das Rudolf Steiner Archiv in  Dornach SO in der Schweiz ist ein Zentrum zur Dokumentation und Edition des wissenschaftlichen und künstlerischen Werkes von Rudolf Steiner.

## Geschichte
Die «Rudolf Steiner Nachlassverwaltung, Verein zur Verwaltung des literarischen und künstlerischen Nachlasses von Dr. Rudolf Steiner»  wurde 1943 durch Marie Steiner, Erbin von Steiners Nachlass, gegründet. Seit 1961 wird hier die auf 354 Bände angelegte Gesamtausgabe der Werke und des Nachlasses von Rudolf Steiner als Lese- und Studienausgabe ediert.

## Archivbestände
Das Archiv umfasst stenografische Aufzeichnungen von annähernd 4.000 Vorträgen; etwa 1.800 Briefe; über 600 Notizbücher und ca. 7.000 Notizzettel; Tausende Manuskriptseiten; Skizzen, plastische Arbeiten, Baumodelle, Möbel und Schmuckstücke; ca. 1.100 Original-Wandtafelzeichnungen; Privatbibliothek von Rudolf Steiner mit 9.000 Bänden.

### Manuskripte

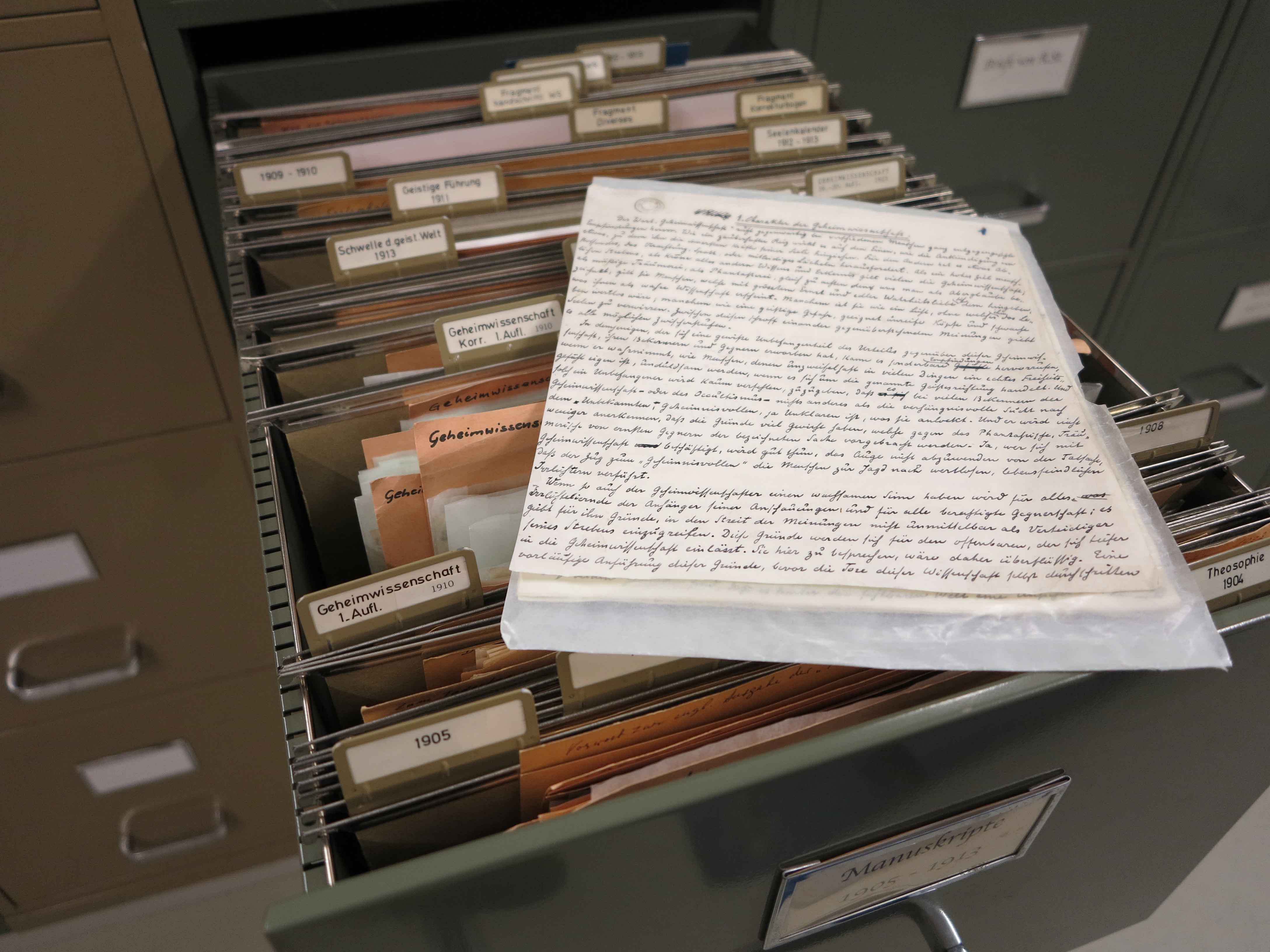
Manuskripte

Von Rudolf Steiners Schriften (GA 1-45) liegen im Archiv grösstenteils die Originalmanuskripte und teilweise die Druckfahnen vor. Zu den Schriften gehören seine Werke, die Aufsätze und die Aufzeichnungen aus dem Nachlass.

### Notizbücher & Notizzettel

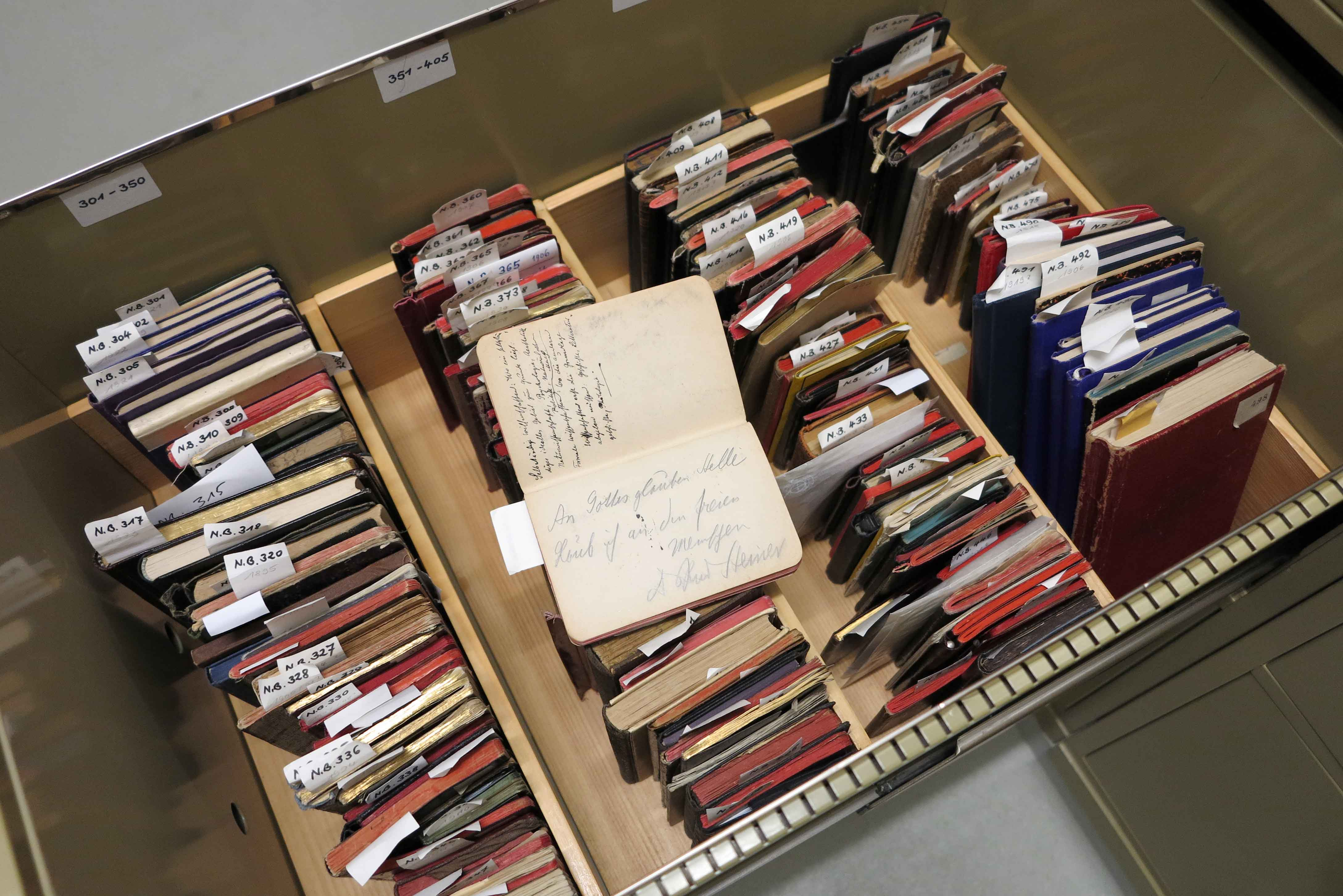
Notizbücher & Notizzettel

Im Archiv werden 625 Notizbücher und 7.450 Notizzettel von Steiner aufbewahrt. In seinen Notizbüchern und auf den Notizzetteln finden sich Entwürfe, Gedanken, Namen, Adressen, Termine, Abonnementlisten, Kostenaufstellungen, Exzerpte und Zeichnungen. Die Notizbücher enthalten nur in Ausnahmefällen autobiographische Aufzeichnungen.

### Korrespondenz

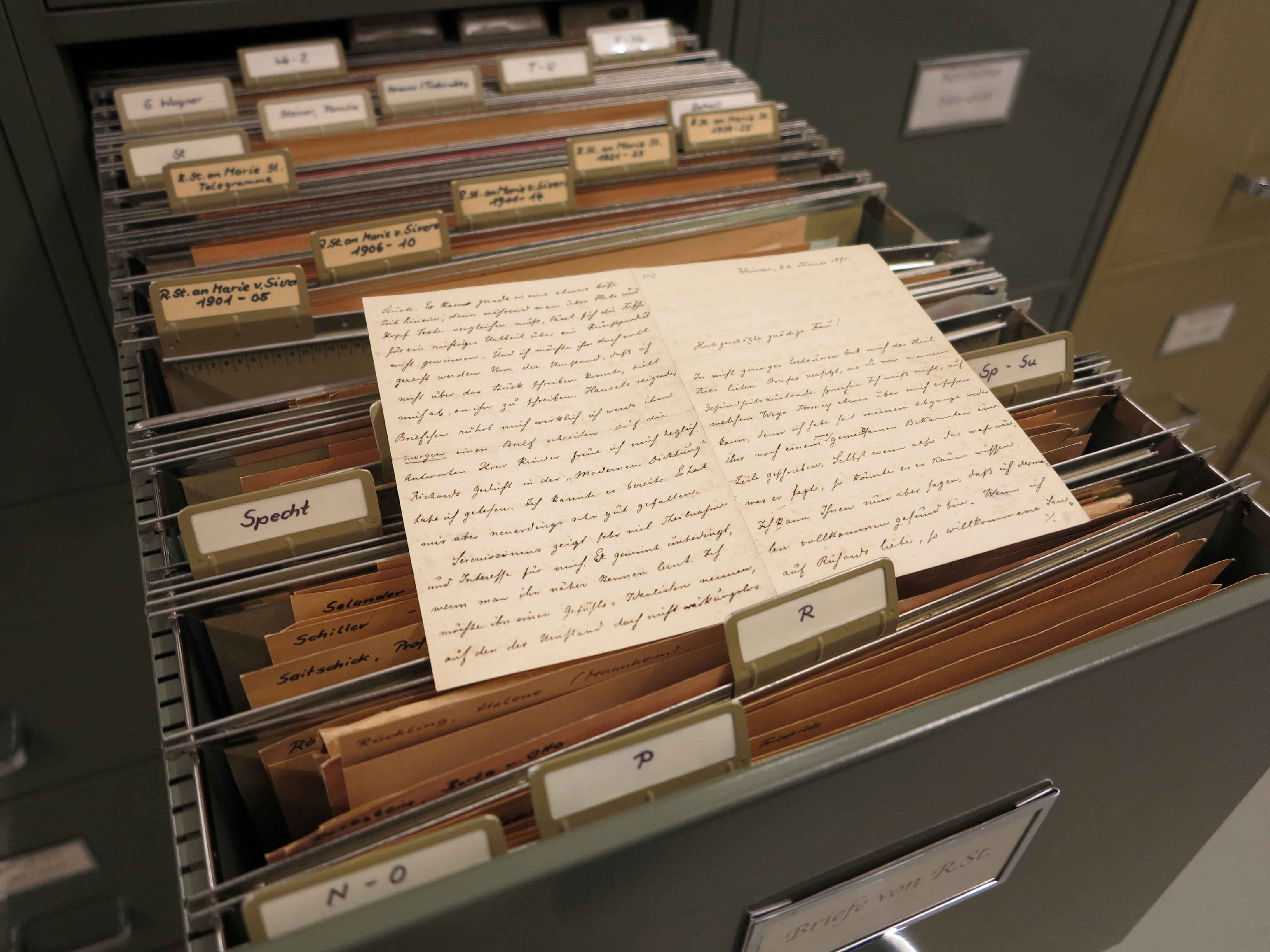
Korrespondenz

1.800 Briefe von Rudolf Steiner und ungefähr 12.000 Briefe an Rudolf Steiner sind erhalten geblieben. Diese Briefe geben Aufschluss über sein Leben, die Entstehung seiner Schriften, das Zustandekommen von Vorträgen und Vortragszyklen, das Leben und die Entwicklung in der Theosophischen und später in der Anthroposophischen Gesellschaft.

### Stenogramme

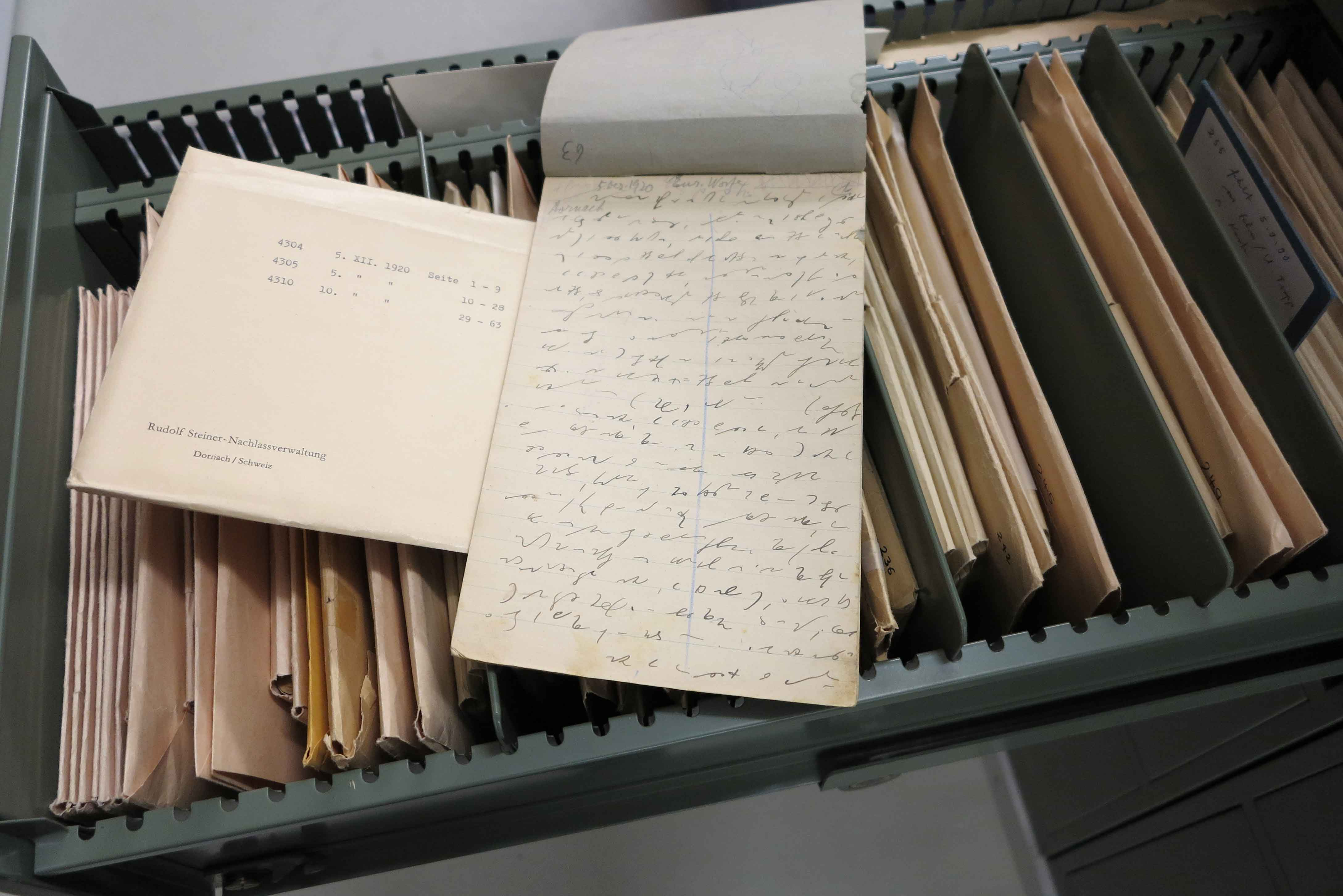
Stenogramme

Von den 6.200 Vorträgen, welche Rudolf Steiner während seines Lebens hielt, sind 3.700 mitstenographiert worden. Die Mehrzahl der Stenogrammhefte wurde aufbewahrt. Die fünf offiziellen Stenographen bei den Vorträgen von Rudolf Steiner waren Helene Finckh, Walter Vegelahn, Hedda Hummel, Georg Klenk und Franz Seiler. Diese schrieben entweder in der Gabelsberger- oder der Stolz-Schrey-Stenographie.

### Vortragsnachschriften

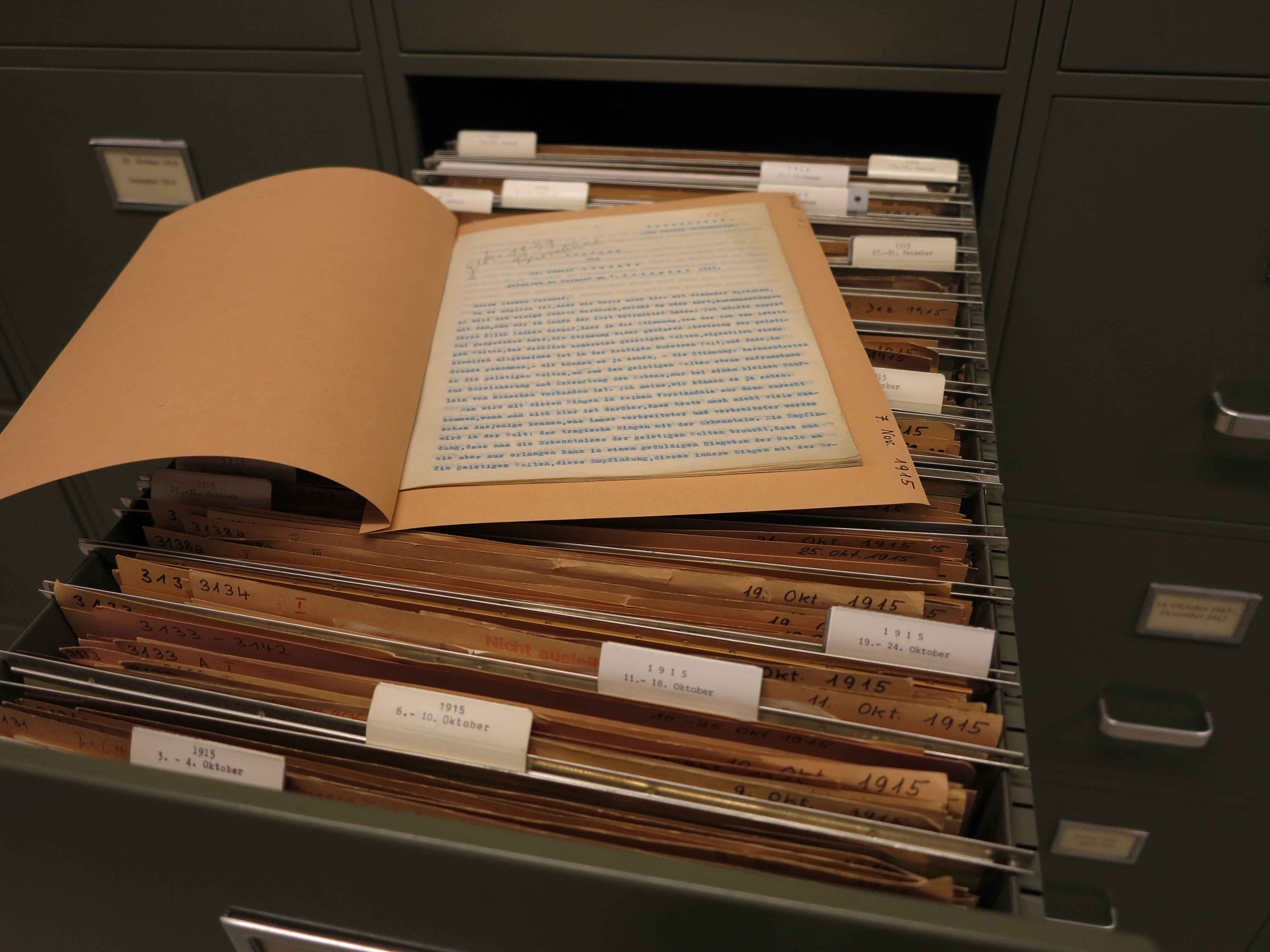
Vortragsnachschriften

Tausende von maschinenschriftlichen Übertragungen der stenographisch mitgeschriebenen Vorträge und zusätzliche Hörernotizen befinden sich im Rudolf Steiner Archiv. Sie dienen als Grundlage für die Publikation von Steiners Vorträgen (GA 51–354).

### Wandtafelzeichnungen
Steiner illustrierte seine Vorträge auf Wandtafeln. Diese wurden ab 1919 mit schwarzem Papier bespannt, sodass 1.100 seiner Zeichnungen erhalten geblieben sind. Publiziert sind diese Zeichnungen in den Bänden K 58/1 – K 58/29 der Gesamtausgabe.

### Rudolf Steiners Privatbibliothek
Steiners Privatbibliothek umfasst ungefähr 9.000 Bände. Sie ist thematisch in die Gebiete Kunst, Theater, Musik, Literaturwissenschaft, Goethe, Belletristik, Wörterbücher, Pädagogik, Medizin, Recht, Okkultismus, Erster Weltkrieg, Geschichte, Philosophie, Theologie, Naturwissenschaften, Geographie, Reiseliteratur gegliedert. Die Bibliothek gibt einen Einblick in Steiners wissenschaftliche Grundlagen.

### Dokumentation von Steiners Gesamtausgabe
Exemplare von sämtlichen je erschienenen Ausgaben Steiners werden im Archiv gesammelt. Die Bibliothek dokumentiert die Entstehung und Entwicklung der Herausgabe von Steiners Schriften und Vorträgen. Korrekturen und Ergänzungen können anhand der einzelnen Auflagen nachverfolgt werden.

### Künstlerisches Werk
Im Archiv werden von Steiner erstellte Entwürfe, Skizzen, Modelle, Pastelle und Aquarelle aufbewahrt.

### Picht-Bibliothek
Carlo Septimus Picht (1887–1954) war einer der ersten Herausgeber des Werkes von Rudolf Steiner. Er stellte eine Bibliothek zusammen, welche das Werk von Rudolf Steiner dokumentiert. In der Bibliothek befinden sich Bücher, aus denen Rudolf Steiner zitierte oder auf die er sich bezog.

### Nachlässe im Rudolf Steiner Archiv
Im Rudolf Steiner Archiv werden neben dem Nachlass Steiners auch weitere Nachlässe aufbewahrt. Dazu gehören u. a. Nachlässe oder Teilnachlässe von: Marie Steiner-von Sivers, Adolf Arenson, Andrej Belyj, Marie Groddeck, Carl Kemper, Tatjana Kisseleff, Maria Pozzo, Hermann Ranzenberger, Walther Roggenkamp, Ilona Schubert, Assja Turgenieff, Carl Unger, Margarita Woloschin, Gerlinde Zaiser und Hans Zbinden.